# Великі Дворища
Великі Двори́ща (рос. Большие Дворища) — присілок у складі Грязовецького району Вологодської області, Росія. Входить до складу Перцевського сільського поселення.

## Населення
Населення — 76 осіб (2010; 81 у 2002).
Національний склад (станом на 2002 рік):
- росіяни — 96 %